# Мельперс
Мельперс (нем. Melpers) — община в Германии, в земле Тюрингия. 
Входит в состав района Шмалькальден-Майнинген. Подчиняется управлению Хоэ Рён.  Население составляет 93 человека (на 31 декабря 2010 года). Занимает площадь 2,85 км².